# Hippydrome Tiger
Hippydrome Tiger est un dessin animé de la série Looney Tunes réalisé par Alex Lovy et sorti en 1968. il met en scène Cool Cat et le colonel Rimfire.